# Ochthera rotunda
Ochthera rotunda är en tvåvingeart som beskrevs av Ignaz Rudolph Schiner 1868. Ochthera rotunda ingår i släktet Ochthera och familjen vattenflugor. Inga underarter finns listade i Catalogue of Life.